# Alsodeiopsis staudtii
Alsodeiopsis staudtii är en tvåhjärtbladig växtart som beskrevs av Adolf Engler. Alsodeiopsis staudtii ingår i släktet Alsodeiopsis och familjen Icacinaceae. Inga underarter finns listade i Catalogue of Life.